# グラント郡区 (アイオワ州アダムズ郡)
グラント郡区は、アメリカ合衆国、アイオワ州、アダムズ郡にある12の郡区の一つである。2000年の国勢調査で、人口は206人だった。

## 地理
グラント郡区は、92.8平方キロメートル（35.84平方マイル)で、組み込まれている自治体(incorporated settlements)は存在しない。
アメリカ地質調査所によると、この郡区は SalemとStringtownの2つの霊園が含まれている。